# 귀리
귀리는 벼과의 두해살이풀로 학명은 Avena sativa이다.

## 분포
재배종인 귀리의 원산지는 중앙아시아 지역이며 한국에서는 고려시대부터 재배하기 시작했다.

## 특징
밑부분에서 뭉쳐나며 높이 1 m에 달하는 것도 있다. 줄기는 곧게 서고 거의 털이 없으나 마디에는 아래로 향한 털이 있다. 잎은 길이 15-30 cm, 너비 6-12 mm로 밀보다 너비가 좀 넓고 짙은 녹색이다. 잎집은 길고 잎혀는 짧으며 잘게 갈라진다. 꽃은 5-6월에 피고 원추꽃차례로 길이 20-30 cm이다. 작은 이삭은 대가 있고 녹색이며 2개의 작은 꽃이 들어 있고 밑으로 처진다. 꽃의 구조는 다른 맥류와 비슷하나 까락(芒)이 외영의 등에 나 있는 것이 특징이다.

## 이용
녹말을 포함한 식용식물로, 온대지방에서 널리 심는다. 귀리는 주로 가축의 사료로 쓰이지만, 껍질을 벗기고 납작하게 눌러서, 오트밀이나 쿠키 등을 만들어 먹는다.

## 효능
수용성 식이섬유소인 '베타글루칸'은 콜레스테롤 수치를 효과적으로 낮춰 동맥경화, 고혈압 등 심혈관질환을 예방하는데 탁월하며, 현미의 4배나 많은 칼슘을 함유하고 있다. 폴리페놀과 같은 항산화 성분이 풍부해 성인병 예방에도 효과적이다.

## 같이 보기
- 납작귀리
- 자른귀리